# Hadroibidion vulgare
Hadroibidion vulgare là một loài bọ cánh cứng trong họ Cerambycidae.